# Acadine
Acadine (Acadine Technologies) — компания-производитель программного обеспечения, специализирующаяся на операционных системах для мобильных устройств, носимых компьютеров и устройств интернета вещей. Ключевым продуктом компании является H5OS — веб-центричная операционная система, которая в основном базируется на открытом веб-стандарте HTML5; основой для продукта послужила Firefox OS, развитие которой курировал основатель компании Гон Ли (англ. Li Gong), будучи президентом Mozilla Corporation.
Компания основана в мае 2015 года под наименованием «Gone Fishing». Штаб-квартира размещена в Гонконге, операционные подразделения открыты в Пекине, Тайбэе, Пало-Альто и Лондоне. Стартап Гона переманил ряд сотрудников из Mozilla: Джеймса Хо, бывшего технического директора Mozilla Андреаса Галя (англ. Andreas Gal), работников подразделения Mozilla Taiwan. В декабре 2015 года, когда Mozilla объявила, что прекращает попытки сотрудничества с производителями мобильных устройств в применении Firefox OS на смартфонах, Acadine объявила, что возьмёт эту миссию на себя применив H5OS. Первая версия H5OS была готова 17 февраля 2016 года.
15 июля 2015 года объявлено о привлечении компанией $100 млн в ходе первого раунда привлечения инвестиций от подконтрольной Университету Цинхуа и Китайскому правительству инвестфирмы Tsinghua Unigroup. В том же году Гон Ли объявил, что компания находится в поисках международных инвесторов, основной причиной чему было «развеять неверное впечатление, с которым мы иногда сталкиваемся будучи компанией с поддержкой в Китае. На самом деле мы стартап строго в стиле Кремниевой долины».
27 апреля 2016 года было сообщено, что средства от Tsinghua Unigroup так и не поступили, в связи с чем компания начала процедуру реорганизации. Разработку H5OS прекратили, по состоянию на 2017 год система ни разу не была выпущена публично. Часть программного кода впоследствии была использована для создания KaiOS.